# ウルフマン・ジャック
ウルフマン・ジャック（Wolfman Jack）ことロバート・ウェストン・スミス（Robert Weston Smith、1938年1月21日 - 1995年7月1日）は、アメリカ合衆国ニューヨーク・ブルックリン出身のラジオDJ。

## 略歴
百科事典や清掃道具のセールスマンを経て、ワシントンD.C.の全米放送アカデミーで学び、1960年にデビュー。1962年から1964年にかけてメキシコのXERF-AMで、1965年からは同国のXERBでの活動を通じて著名になった。これらの局はアメリカとの国境付近にある過大な出力を持った放送局であり、アメリカ全土にリスナーを持っていた。番組や広告もアメリカ側で制作され、事実上の海賊放送として機能していた。この時期に、のちにトレードマークになる犬の遠吠えの声まねから、ウルフマンを名乗る。
1970年から1986年にかけて、米軍放送網・AFNのラジオ放送のために音楽とコントの番組を制作。これがいわゆる『Wolfman Jack Show』で、同番組は53の国と地域の、2,000以上のラジオ局で放送されたとされる。日本でも当時「FEN」と呼ばれたAFNの日本支局で放送された。
1995年7月1日、心臓病のため57歳で死去。1996年に放送通信博物館（Museum of Broadcast Communications）の「全米ラジオの殿堂」（National Radio Hall of Fame）入り。1999年に全米放送事業者協会（NAB）の放送殿堂（NAB Broadcasting Hall of Fame）に入った。
『Wolfman Jack Show』は、アメリカの放送局グループ・Astor Broadcastにより、エアチェック録音などの復元からなるデジタルリマスター版が制作された。2005年より、アメリカの衛星ラジオ局・XM Satellite Radioで放送を開始し、また番組素材として各国へ販売されている。

### ラジオ以外での活動

#### レコード
生前に、自身の名義で合計4枚のLP盤と6枚の7インチ盤をリリースした。

#### 俳優として
1973年の映画『アメリカン・グラフィティ』では本人役でラジオDJとして出演し、XERB時代のエピソードを再演している。1980年の映画『地獄のモーテル』では牧師役、同年のテレビドラマ『新・宇宙空母ギャラクティカ』第8話では、本人役で出演している。

#### 著書
- ハブ・マーシー!―ウルフマン・ジャック自伝〈上・下〉 バイロン・ローソン共著、佐藤めぐみ・西川正志訳 中央アート出版社、1998年

### 日本との関わり
- TBSラジオが、『パック・イン・ミュージック』の終了後に投入した音楽番組『サウンド・ストームDjango』（1982年8月-1983年3月）の木曜深夜（金曜未明）のパーソナリティーに、日本語訳のパーソナリティー・八木誠共々出演したが、聴取率で苦戦し、わずか8か月で打ち切られた。
- 1995年4月に、TOKYO FMは開局25周年記念特別番組「赤坂泰彦の東京・ニューヨーク25時間スペシャル」をニューヨークから生放送した。この時同番組に出演し、赤坂とダブルDJを行った。
- 『Wolfman Jack Show』デジタルリマスター版の日本における放送は以下のとおり。

InterFMでは2005年2月1日から放送開始された（提供はトミーヒルフィガー）。2006年3月30日で一旦終了し、スポンサーなしで2009年10月より再開。
FM COCOLOでは2010年4月から放送開始。

## 関連人物
- 赤坂泰彦 - NHKFMでラジオマンジャックのパーソナリティを務めるなど、ウルフマン・ジャックを尊敬している。
- アラン・フリード
- 桑田佳祐 - ウルフマン・ジャックのものまねで知られる。上記同作をフジテレビで放映時、吹き替えを担当した。
- 小林克也 - ウルフマン・ジャックのものまねで知られる。『アメリカン・グラフィティ』をテレビ朝日およびTBSテレビで放映時、吹き替えを担当した。
- 子門真人 - コミックソング「ソウル若三杉」で、ウルフマン・ジャックを模した変名「DJ.ウルフマン・ベティー」として合いの手を担当。